# Łarysa Bahdanowicz
Łarysa Mikałajeuna Bahdanowicz (biał. Ларыса Мікалаеўна Багдановіч, ros. Лариса Николаевна Богданович, Łarisa Nikołajewna Bogdanowicz; ur. 13 września 1958 w Dołkach) – białoruska lekarz pediatra i neurolog, polityk, w latach 2008–2016 deputowana do Izby Reprezentantów Zgromadzenia Narodowego Republiki Białorusi IV i V kadencji.

## Życiorys
Urodziła się 13 września 1958 roku we wsi Dołki, w rejonie prużańskim obwodu brzeskiego Białoruskiej SRR, ZSRR. Ukończyła Miński Państwowy Instytut Medyczny, uzyskując wykształcenie lekarza pediatry, lekarza neurologa. Ukończyła też Białoruską Medyczną Akademię Kształcenia Podyplomowego ze specjalnością „zarządzanie ochroną zdrowia”, uzyskując wykształcenie lekarza organizatora ochrony zdrowia. Posiada wyższą kategorię kwalifikacyjną specjalności „zdrowie publiczne i ochrona zdrowia”, a także pierwszą kategorię kwalifikacyjną specjalności neurologia. Pracowała jako oddziałowa lekarz pediatra, lekarz neuropatolog polikliniki dziecięcej w Brześciu. Pełniła funkcję lekarza naczelnego w Brzeskim Obwodowym Centrum Rehabilitacji Medycznej dla Dzieci z Chorobami Psychoneurologicznymi „Tonus”. Była deputowaną do Brzeskiej Miejskiej Rady Deputowanych XXIV i XXV kadencji.
27 października 2008 roku została deputowaną do Izby Reprezentantów Białorusi IV kadencji z Brzeskiego-Centralnego Okręgu Wyborczego Nr 2. Pełniła w niej funkcję członkini Stałej Komisji ds. Pracy, Ochrony Socjalnej, Weteranów i Inwalidów. Od 13 listopada 2008 roku była członkinią Narodowej Grupy Republiki Białorusi w Unii Międzyparlamentarnej. Była także członkinią narodowej grupy Zgromadzenia Międzyparlamentarnego Euroazjatyckiej Wspólnoty Gospodarczej. Pełniła w niej funkcję członkini Komisji ds. Polityki Socjalnej. 18 października 2012 roku została deputowaną do Izby Reprezentantów V kadencji z Brzeskiego-Wschodniego Okręgu Wyborczego Nr 3. Pełniła w niej funkcję zastępczyni przewodniczącego Stałej Komisji ds. Pracy i Kwestii Socjalnych. Jej kadencja w Izbie Reprezentantów zakończyła się 11 października 2016 roku.

## Prace
Łarysa Bahdanowicz jest autorką ponad 20 prac naukowych na temat zagadnień kompleksowej rehabilitacji dzieci z porażeniem układu nerwowego, jest też główną współautorką Instrukcji nt. leczenia regeneracyjnego i rehabilitacji dzieci w pierwszym roku życia z naruszeniem mózgu.

## Odznaczenia
- Gramota Pochwalna Zgromadzenia Narodowego Republiki Białorusi[2];
- Gramota Pochwalna Zgromadzenia Międzyparlamentarnego Euroazjatyckiej Wspólnoty Gospodarczej[2];
- Gramota Pochwalna Ministerstwa Ochrony Zdrowia Republiki Białorusi[1];
- Gramota Pochwalna Brzeskiego Miejskiego Komitetu Wykonawczego[1];
- Gramota Pochwalna Brzeskiego Obwodowego Komitetu Wykonawczego[1];
- Gramota Pochwalna Brzeskiej Miejskiej Rady Deputowanych[1];
- Gramota Pochwalna Brzeskiej Obwodowej Rady Deputowanych[1];
- Odznaka Pamiątkowa „Za Pomoc i Wsparcie” Białoruskiej Republikańskiej Fundacji „Porozumienie i Pojednanie”[1];
- Odznaka Honorowa Ministerstwa Ochrony Zdrowia Republiki Białorusi „Wybitny Działacz Ochrony Zdrowia”[1];
- Nagroda „Przyjaciel Dzieci” Białoruskiej Fundacji Dziecięcej[1];
- Tytuł „Człowiek Roku – 2007” w dziedzinie ochrony zdrowia od Brzeskiego Komitetu Wykonawczego[1].

## Życie prywatne
Łarysa Bahdanowicz jest zamężna, ma syna.